# Муса Мамут
Муса́ Маму́т (крим. Musa Mamut; нар. 20 лютого 1931, Узунджи, Балаклавський район — пом. 28 червня 1978, Сімферополь, УРСР) — кримськотатарський громадський активіст. Закінчив життя самогубством через нехтування інтересами кримських татар.

## Життєпис
Муса Мамут народився в селі Узунджи в родині пастуха Яг'ї Мамута. Під час депортації кримських татар радянською владою у травні 1944 року родину Мамутів було примусово перевезено до 6-го відділу колгоспу «Баяут» Мірзачульського району Ташкентської області. В перші ж роки депортації від голоду загинули двоє молодших братів та обидві сестри Муси. Через безвихідь хлопець вже у 13-річному віці почав працювати вантажником на пункті прийому бавовни, де нерідко піддавався побиттям, часом аж до втрати свідомості.
10 січня 1956 року, маючи всього 4 класи освіти, Муса Мамут вступив до училища механізації сільського господарства. Після закінчення першого курсу йому було присвоєно кваліфікацію тракториста-машиніста. після закінчення працював трактористом в радгоспі. 1958 року, після одруження з Зекіє Абдуллаєвою, переїхав до міста Янгіюль (Ташкентська область), де спочатку працював слюсарем, а згодом — техніком в Управлінні групи міжрайонних каналів правого берега річки Чирчик.
У квітні 1975 року Муса Мамут разом з родиною повернувся до Криму, де придбав будинок у селі Донське. Але у нотаріальному оформленні угоди чоловікові було відмовлено, а згодом проти нього та його родини порушено кримінальну справу через порушення паспортного режиму. 23 квітня 1976 року Мусу Мамута було заарештовано. 13 травня Сімферопольський районний суд приговорив його до двох років ув'язнення в таборі загального режиму, а дружину — до двох років умовно. Відбував покарання у місті Кременчук, що на Полтавщині.
Декілька місяців по тому був умовно звільнений за сумлінну працю, направлений на вільне поселення та закріплений за БМУ «Нафтобуд». 18 липня 1977 року був достроково звільнений та повернувся до власної родини у Донському, проте кримська влада, як і раніше, відмовляла йому у прописці вимагала, аби родина Мамутів залишила межі Кримського півострова. Численні скарги до вищих інстанцій, в тому числі до ЦК КПРС та уряду, не дали жодних результатів.
20 червня 1978 року проти Муси Мамута та його дружини було порушено нову карну справу через порушення паспортного режиму. При оголошенні постанови чоловік заявив, що більше до рук обвинувачувачів він живим не потрапить. 23 червня о 10:30, коли до будинку Мамута прийшов дільничий інспектор, аби доправити його до слідчого, Муса облив себе бензином та підпалив.
28 червня Муса Мамут помер від отриманих опіків у міській лікарні Сімферополя. До останньої секунди життя він перебував у повній свідомості та заявив, що не розкаюється у вчиненому і зробив це на знак протесту проти нехтування правами кримських татар. 30 червня його поховали на кладовищі села Донського (Сімферопольський район).

## Реакція на вчинок Муси Мамута
Самоспалення Муси Мамута спричинило неабиякий резонанс. Зокрема, його вчинок було згадано у листі Мустафи Джемілєва до світової спільноти та зверненнях Решата Джемілєва до короля Саудівської Аравії Халіда ібн Абдель Азіз Аль Сауда і всесвітньо відомого боксера Мухаммеда Алі. Академік Андрій Сахаров звертався до Леоніда Брежнєва та Миколи Щолокова з проханням надати гідну пенсію вдові загиблого та звернути врешті-решт увагу на проблему кримських татар, а сама Зекіє Абдуллаєва написала лист генеральному прокурору СРСР Роману Руденку з проханням покарати винних у самогубстві її чоловіка. Поет-дисидент та правозахисник Григорій Александров присвятив Мусі Мамуту поему «Факел над Крымом».
Іменем Муси Мамута було названо вулиці та провулки у Сімферополі, Ялті, Судаку, Мирному. У Донському 2009 року було зареєстровано мусульманську релігійну громаду «Муса Мамут».